# Liste der Ehrenbürger von Augsburg
Die Stadt Augsburg hat seit 1820 39 Personen das Ehrenbürgerrecht verliehen. Fünf dieser Personen wurde dieses Recht wieder aberkannt.
Im Zuge der Eingemeindung der Stadt Göggingen und der Stadt Haunstetten am 1. Juli 1972 wurden die dort verliehenen Ehrenbürgerschaften von Otto Aurnhammer, Wolfgang Butz und Xaver Widmeier übernommen. 2010 wurden die in Haunstetten verliehenen Ehrenbürgerschaften von Maria Cäcilia Gräfin von Tattenbach und Eberhard Spickermann in die Liste aufgenommen. Nach städtischen Recherchen in alten Unterlagen wurden zwei weitere Ehrenbürgerschaften des zu Augsburg hinzugekommenen Markt Oberhausen ergänzt, ebenso wie zwei weitere Ehrenbürgerschaften der ehemaligen Gemeinde Bergheim.
Außerdem waren 1933 Paul von Hindenburg, Adolf Hitler, Franz von Epp und Ludwig Siebert, sowie 1939 Franz Xaver Schwarz zu Ehrenbürgern ernannt worden. Diese Ehrungen wurden im August 1946 bzw. im Januar 1947 auf Beschluss des Augsburger Stadtrates wieder aberkannt.
Hinweis: Die Auflistung erfolgt chronologisch nach Datum der Zuerkennung. In der Nummerierung berücksichtigt sind die 35 Verleihungen der Stadt sowie die übernommenen Verleihungen von Göggingen (3), Haunstetten, Oberhausen und Bergheim (je 2).

## Ehrenbürger der Stadt Augsburg

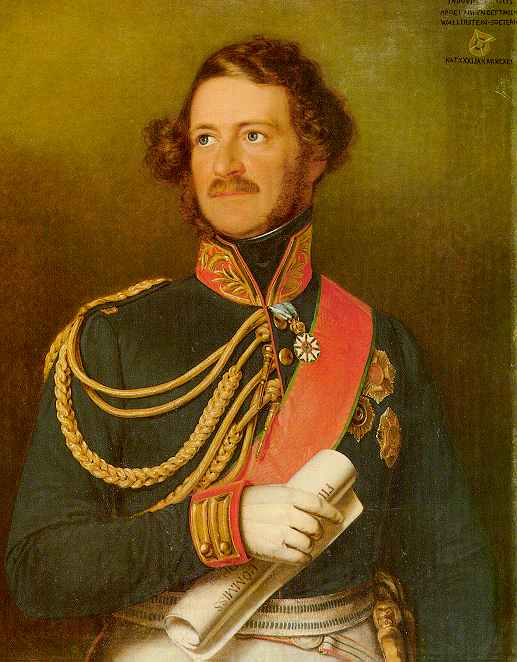
Ludwig Kraft Ernst Fürst von Oettingen-Wallerstein

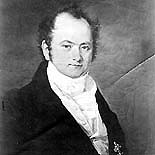
Carl Albert Leopold Freiherr von Stengel

1. Karl Ernst Graf von Gravenreuth (* 28. Mai 1771 in Stenay, Lothringen; † 29. September 1826 in Augsburg)
Diplomat und Politiker
Verleihung am 2. März 1820
2. Ludwig Kraft Ernst Fürst von Oettingen-Wallerstein (* 31. Januar 1791 in Wallerstein; † 22. Juni 1870 in Luzern)
Politiker, Staatsminister des Innern, Generalmajor
Verleihung am 1. September 1829
3. Georg Edler von Silberhorn (* 21. Januar 1782 in Sünching; † 24. Oktober 1854 in München)  
Direktor des kgl. Wechselappelationsgerichtes für den Oberdonaukreis und des kgl. Kreis- und Stadtgerichtes Augsburg
Verleihung am 6. Mai 1837
4. Carl Albert Leopold Freiherr von Stengel (* 27. Oktober 1784; † 5. Dezember 1865)
Präsident der kgl. Regierung von Schwaben und Neuburg
Verleihung am 3. Juli 1841
5. Friedrich Albert Graf von Pappenheim (* 18. Juli 1777; † 1. Juli 1860)
kgl. Generalleutnant und Kommandant der II. Armee-Division
Verleihung am 27. September 1845
6. Anton von Kopf
Direktor der kgl. Regierung von Schwaben und Neuburg, Kammer der Finanzen
Verleihung am 27. September 1845
7. Anton von Fischer (* 1. November 1792 in Würzburg; † 13. Juni 1877 in München)
kgl. Staatsrat im ordentl. Dienst, ehemaliger Regierungspräsident von Schwaben und Neuburg
Verleihung am 18. August 1849
8. Franz Reisinger (* 3. April 1787 in Koblenz; † 20. April 1855 in Augsburg)
kgl. Hofrat, Direktor des Krankenhauses
Verleihung am 11. Dezember 1852
9. Josef Heinrich Ritter von Weniger
Generalmajor und Stadtkommandant
Verleihung am 21. Dezember 1852
10. Johann Georg Henle
ehem. Rotgerbermeister von Höchstädt an der Donau
Verleihung am 1. Januar 1853
11. Luise Barbara Gräfin von Ysenburg-Büdingen-Philippseich (* 1789 in Mannheim; † 8. September 1870 in Augsburg)
Hauptbegründerin des Frauenvereins für die Kinderbewahranstalten und für die Kinderheilanstalten
Verleihung am 6. Dezember 1853
12. Leonhard Freiherr von Hohenhausen
kgl. Kämmerer, Generalleutnant und Generalcaptain der Leibgarde der Hartschiere
Verleihung am 27. April 1861
13. Winfried Hörmann von Hörbach (* 25. Juni 1821 in Mainz; † 21. Oktober 1896 in München)
Staatsrat, Regierungspräsident von Schwaben und Neuburg
Verleihung am 11. September 1886
14. Eberhard Spickermann (* 3. September 1852; †)
Kgl. Pfarrer
Verleihung am 13. November 1887 in Haunstetten
Spickermann wirkte als katholischer Ortsgeistlicher in Haunstetten. Infolge seiner hervorragenden Leistungen bei der Renovierung der Pfarrkirche wurde er zum Ehrenbürger ernannt.

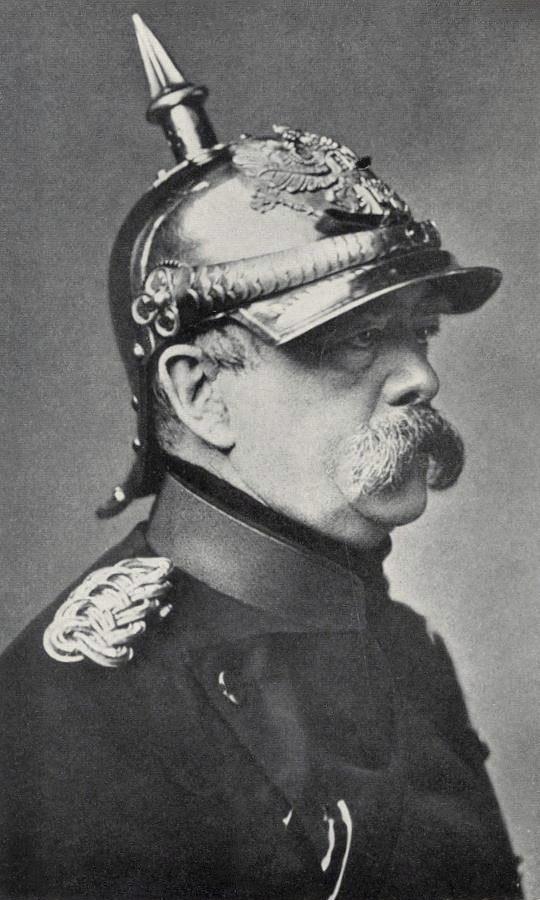
Otto von Bismarck
15. Otto Fürst von Bismarck (* 1. April 1815 in Schönhausen; † 30. Juli 1898 in Friedrichsruh)
Politiker, erster Kanzler des Deutschen Reiches
Verleihung am 1. April 1890
16. Anton Tauscher
Zweiter Bürgermeister des ehemaligen Marktes Oberhausen
Verleihung am 16. Dezember 1894 im Markt Oberhausen
17. Thaddäus Mahler
Pfarrer des ehemaligen Marktes Oberhausen
Verleihung am 17. Juli 1904 im Markt Oberhausen
18. Georg Brach
Kommerzienrat und ehem. bürgerlicher Magistratsrat
Verleihung am 5. Februar 1919
19. Maria Cäcilia Gräfin von Tattenbach (* 25. April 1867; † 1947)
Verleihung am 25. April 1927 in Haunstetten
Gräfin von Tattenbach war die Tochter des Kommerzienrates Georg Käß; verheiratet war sie mit Maximilian Graf von Tattenbach (1856–1936). Aus Anlass ihres 60. Geburtstages wurde sie in Würdigung und Anerkennung der zahlreichen großen Verdienste für die Gemeinde Haunstetten und deren Einrichtungen zur Ehrenbürgerin ernannt.
20. Maximilian von Lingg (* 8. März 1842 in Nesselwang; † 31. Mai 1930 in Augsburg)
Bischof der Diözese Augsburg von 1902 bis 1930
Verleihung am 20. Mai 1927
21. Kaspar Deutschenbaur (* 1. November 1864 in Schwabmünchen; † 23. November 1950 in Dießen am Ammersee)
Oberbürgermeister
Verleihung am 30. Dezember 1929
Deutschenbaur diente von 1919 bis 1929 als Oberbürgermeister der Stadt. Bei seinem Ausscheiden aus dem Amt wurde er zum Ehrenbürger ernannt.
22. Otto Fäustle
Verleihung am 16. August 1930 in der Gemeinde Bergheim
  - Paul von Hindenburg (* 2. Oktober 1847 in Posen; † 2. August 1934 auf Gut Neudeck)

Generalfeldmarschall, Reichspräsident
Verleihung am 25. April 1933; aberkannt am 14. Januar 1947
  - Adolf Hitler (* 20. April 1889 in Braunau am Inn; † 30. April 1945 in Berlin)

Reichskanzler
Verleihung am 25. April 1933; aberkannt im August 1946
  - Franz von Epp (* 16. Oktober 1868 in München; † 31. Januar 1947 in München)

Deutscher Berufssoldat und nationalsozialistischer Politiker
Verleihung am 25. April 1933; aberkannt im August 1946
  - Ludwig Siebert (* 17. Oktober 1874 in Ludwigshafen; † 1. November 1942 in Stock am Chiemsee)

Bayerischer Ministerpräsident
Verleihung am 25. April 1933; aberkannt im August 1946
23. Theodor Wiedemann
Geheimer Kommerzienrat und Vorstand der Kammgarnspinnerei Augsburg AG
Verleihung am 15. Juni 1936
  - Franz Xaver Schwarz (* 27. November 1875 in Günzburg; † 2. Dezember 1947 bei Regensburg)

Reichsschatzmeister der NSDAP
Verleihung am 26. August 1939; aberkannt im August 1946
24. Otto Aurnhammer
Bürgermeister von Göggingen
Verleihung am 25. März 1946 in der Stadt Göggingen
25. Otto Meyer (* 29. August 1882 in Regensburg; † 25. Juni 1969 in Augsburg) Otto Meyer (1882–1969)

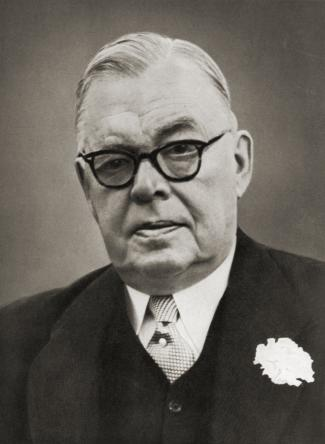
Otto Meyer (1882–1969)

Generaldirektor der Maschinenfabrik Augsburg-Nürnberg AG
Verleihung am 18. August 1952
26. Xaver Widmeier (* 15. Oktober 1890 in Haunstetten; † 11. Oktober 1955 ebenda) 
Verleihung am 6. September 1952 in der Stadt Haunstetten
27. Josef Neumeir
Pfarrer
Verleihung am 24. September 1955 in der Gemeinde Bergheim
28. Wolfgang Freiherr von Schaezler (* 23. April 1880 in Augsburg; † 5. Juni 1967 ebenda)
kgl. bayerischer Kämmerer und Major a. D.
Verleihung am 8. Oktober 1958
29. Klaus Müller (* 19. April 1892 in Augsburg; † 6. August 1980 ebenda) 
Oberbürgermeister
Verleihung am 30. April 1964
Müller diente von 1947 bis 1964 als Oberbürgermeister der Stadt. Bei seinem Ausscheiden aus dem Amt wurde er zum Ehrenbürger ernannt.
30. Wolfgang Butz (* 6. Juli 1903 in Augsburg; † 10. Mai 1971 in Augsburg)
Textilfabrikant
Verleihung am 17. April 1966 in der Stadt Göggingen
31. Richard Hohenner (* 2. Januar 1896 in Vohenstrauß; † 29. Oktober 1981 in Augsburg)
Stadtamtmann a. D., Stadtrat
Verleihung am 28. Juni 1972
32. Wolfgang Pepper (* 14. Oktober 1910 in Kiel; † 12. Oktober 1997 in Berlin)
Oberbürgermeister a. D.
Verleihung am 30. April 1978
Pepper war von 1964 bis 1972 Oberbürgermeister von Augsburg.
33. Josef Stimpfle (* 25. März 1916 in Maihingen/Ries; † 12. September 1996 in Augsburg)
Bischof der Diözese Augsburg von 1963 bis 1992
Verleihung am 8. April 1987
34. Hans Breuer (* 16. September 1930 in Troppau; † Juni 2021)
Oberbürgermeister a. D.
Verleihung am 26. Oktober 1991
Von 1972 bis 1990 war Breuer Oberbürgermeister der Stadt. In seine Amtszeit fällt die prachtvolle 2000-Jahr-Feier Augsburgs im Jahr 1985.
35. Max Gutmann (* 7. April 1923 in Treuchtlingen; † 13. Januar 1996 in Augsburg)
Geschäftsmann, Förderer sportlicher und wissenschaftlicher Einrichtungen der Stadt
Verleihung am 24. Januar 1996
36. Anna Pröll (* 12. Juni 1916 in Augsburg-Pfersee; † 28. Mai 2006 in Augsburg)
Widerstandskämpferin
Verleihung am 31. März 2003
37. Peter Menacher (* 29. November 1939 in Augsburg)
Oberbürgermeister a. D.
Verleihung am 31. März 2003
Menacher war von 1990 bis 2002 Oberbürgermeister der Stadt.
38. Ernst Cramer (* 28. Januar 1913 in Augsburg; † 19. Januar 2010 in Berlin)
Publizist und Vorstandsvorsitzender der Axel-Springer-Stiftung
Verleihung am 24. Juli 2003
39. Kurt F. Viermetz (* 27. April 1939 in Augsburg; † 25. November 2016 ebenda)
Bankier und Kunstmäzen
Verleihung am 18. Oktober 2004
Viermetz wurde für seine Verdienste als herausragender Förderer von Kunst, Kultur und Wissenschaft und als großherziger Gönner und Mäzen die Ehrenbürgerschaft zuerkannt.
40. Mieczysław Pemper (* 24. März 1920 in Krakau; † 7. Juni 2011 in Augsburg)
ehemaliger KZ-Häftling
Verleihung am 29. April 2007
Er rettete während des Zweiten Weltkriegs im KZ Plaszow als Informant Oskar Schindlers über 1.200 Juden das Leben. Durch sein Lebenswerk machte der seit 1958 in Augsburg lebende Pemper sich in besonderer Weise um die Friedensstadt verdient.
41. Walther Seinsch (* 21. Oktober 1941 in Mayen)
Ehemaliger deutscher Unternehmer und Ex-Präsident des Fußballclubs FC Augsburg
Verleihung am 27. März 2015
Er machte sich als ehemaliger FCA-Präsident und als Unternehmerpersönlichkeit mit herausragendem Engagement wider das Vergessen der NS-Zeit, unter anderem mit seiner Stiftung „Erinnerung Lindau“, verdient.
42. Henry G. Brandt (* 25. September 1927 in München; † 7. Februar 2022 in Zürich)
Gemeinderabbiner
Verleihung am 28. Juni 2015
43. Horst Seehofer (* 4. Juli 1949 in Ingolstadt)
Bundesinnenminister/Bayerischer Ministerpräsident a. D.
Verleihung am 1. März 2019